# Резолюция 106 на Съвета за сигурност на ООН
Резолюция 106 на Съвета за сигурност на ООН е приета единодушно на 29 март 1955 г. по повод конфликта в Палестина.
Като взема предвид предишните си резолюции по въпроса, като отчита доклада на начални-щаба на Организацията на ООН за примирието в Палестина и изявленията на представителите на правителствата на Израел и Египет пред Съвета за сигурност, и след като припомня, че на 6 март 1955 г. Смесената израело-египетска комисия по примирието е установила, че „по разпореждане на израелските власти е било подготвено и планирано въоръжено нападение, „извършено“ от редовни израелски въоръжени сили срещу редовни въоръжени сили на египетската армия“ в Извицата Газа на 28 февруари 1955 г., Съветът за сигурност осъжда това нападение като нарушение на постановленията за прекратяване на огъня, съдържащи се в Резолюция 54, и като несъвместими със задълженията, поети от страните по силата на подписаното Общо споразумение за примирие между Израел и Египет, и с Хартата на Обединените нации. Съветът призовава Израел да предприеме съответните мерки, за да предотврати подобни действия. Освен това Съветът изразява убеждението си, че всяко умишлено нарушение на Общото споразумение за примирие, извършено от която и да е страна по него, поставя под заплаха спазването на примирието и че напредъкът към възвръщането на мира в Палестина би бил невъзможен, ако страните в конфликта не изпълняват стриктно своите задължения, произтичащи от условията на Общото примирие и постановленията на Резолюция 54 (1948).
Резолюция 106 е приета единодушно.